# Barry Morgan
Barry Morgan (ur. 1947 w Gwaun-Cae-Gurwen) – brytyjski duchowny anglikański posługujący w Kościele w Walii, w latach 2003–2017 stojący na czele tego Kościoła jako arcybiskup Walii. 

## Życiorys

### Prezbiter
Jako świecki ukończył historię na University College London oraz teologię na University of Cambridge. Następnie studiował w anglikańskim seminarium Westcott House w Cambridge. W 1972 przyjął święcenia kapłańskie w Kościele w Walii. W pierwszych latach swego kapłaństwa przygotował i obronił doktorat z teologii. Oprócz pracy duszpasterskiej w parafiach przez wiele lat był również uniwersyteckim i seminaryjnym wykładowcą teologii. W 1986 otrzymał stanowisko jednego z pięciu archidiakonów w diecezji Bangor. 

### Biskup
W 1993 został wybrany na urząd biskupa diecezjalnego Bangor, zaś sześć lat później przyjął propozycję przejścia na stanowisko ordynariusza diecezji Llandaff. W 2003 dodatkowo otrzymał, decyzją wszystkich biskupów Kościoła w Walii, urząd arcybiskupa Walii i tym samym formalnego zwierzchnika Kościoła (w praktyce większość najważniejszych decyzji podejmują ciała kolegialne, którym arcybiskup przewodniczy, lecz nie jest w stanie narzucić im swej woli). Jako arcybiskup zasiadał w ciałach ekumenicznych, był m.in. członkiem Komitetu Stałego Prymasów wspólnoty anglikańskiej oraz Komitetu Centralnego Światowej Rady Kościołów. 